# West Highland white terrier
De West Highland white terrier, door liefhebbers ook wel Westie genoemd, is een kleinere, uit Schotland afkomstige, witharige gezinshond.

## Uiterlijk
De West Highland white terrier is een kleine, stevig gebouwde hond. Zijn schofthoogte is circa 28 centimeter en zijn gewicht 7 à 8 kilogram. Zijn vacht bestaat uit twee soorten haar: een ruwe en harde bovenvacht met een zachte, kortharige ondervacht. De vacht mag niet te vaak gewassen worden omdat dit de vacht sluik maakt. Een hond die vuil is geworden kan beter schoongeborsteld worden als de vacht weer droog is. De harde vacht van de Westie moet om de ca. 12 weken geplukt worden.

## Karakter
De West Highland white terrier wordt omschreven als een levendige, speelse, onverschrokken en waakse hond. Verder: vrolijk, alert, extravert, slim, vindingrijk, trouw aan zijn baas (en anderen, is een allemansvriend) maar ook eigenwijs, volhardend en zelfstandig, passend bij terriërs.
Het ras heeft een stabiel, positief ingesteld karakter en is niet makkelijk van zijn stuk te brengen. Een heldere consequente opvoeding is gewenst zodat duidelijk is hoe de verhoudingen in de groep zijn. De hond heeft een hoog energieniveau en benodigt veel spel.
Airedaleterriër ·
Amerikaanse staffordshireterriër ·
Australische silkyterriër ·
Australische terriër ·
Bedlingtonterriër ·
Borderterriër ·
Braziliaanse terriër ·
Bulterriër ·
Cairnterriër ·
Ceskyterriër ·
Dandie Dinmont-terriër ·
Duitse jachtterriër ·
Engelse toyterriër ·
Foxterriër ·
Glen of Imaalterriër ·
Ierse terriër ·
Irish soft-coated wheaten terrier ·
Jackrussellterriër ·
Japanse terriër ·
Kerry blue-terriër ·
Lakelandterriër ·
Manchesterterriër ·
Miniatuur Bulterriër ·
Norfolkterriër ·
Norwichterriër ·
Parson Russell-terriër ·
Schotse terriër ·
Sealyhamterriër ·
Skyeterriër ·
Staffordshire-bulterriër ·
Welsh terriër ·
West Highland white terrier ·
Yorkshireterriër